# Yamaha YZF-R125

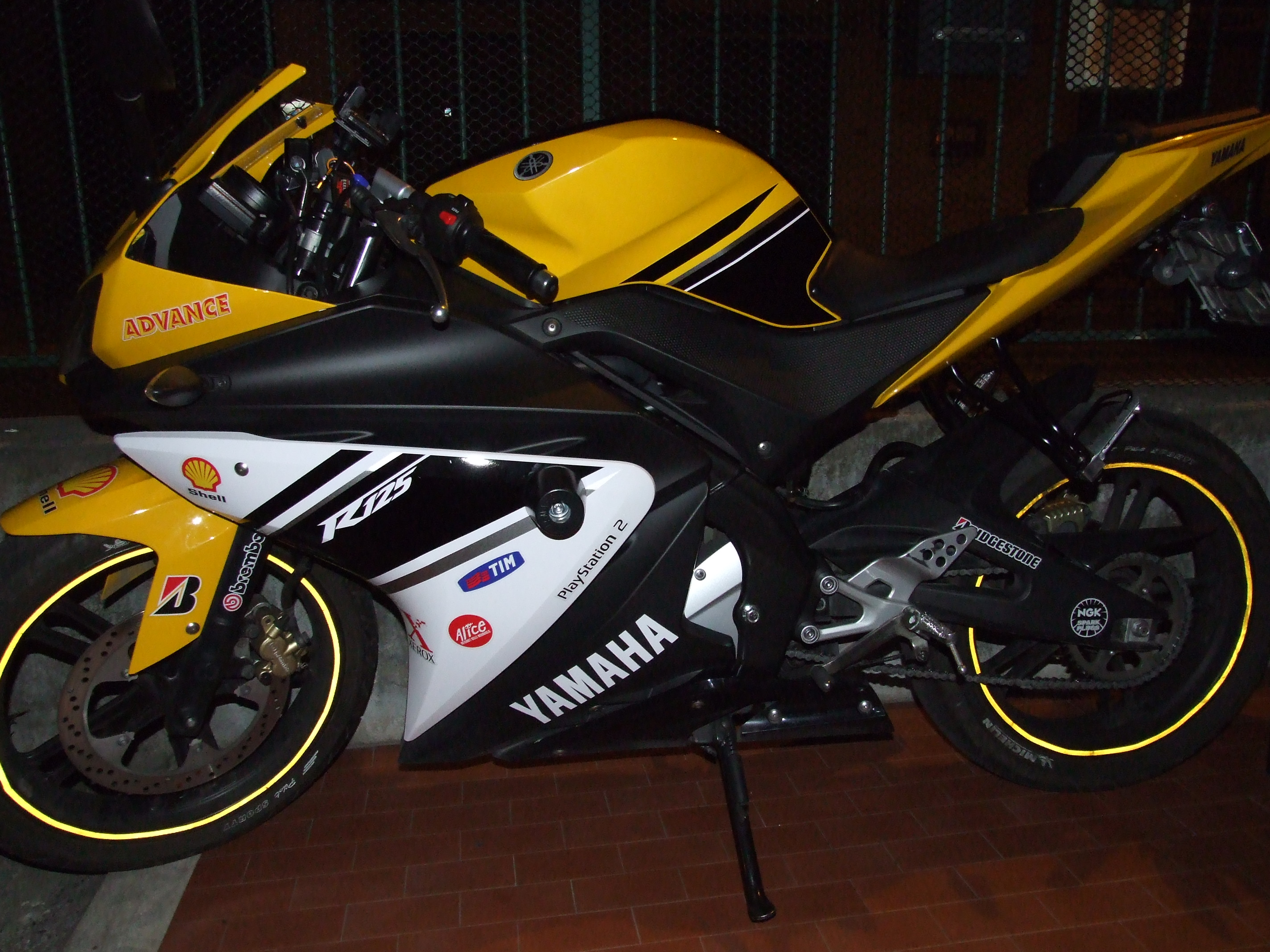
O motocicletă Yamaha YZF-R125 galbenă, model 2008

Yamaha YZF-R125 este un model de motocicletă produs de către casa japoneză Yamaha, ce reintră în segmentul supersport și concurează cu modelul Honda 
CBR125.

## Descriere
Din punct de vedere estetic, motocicleta este inspirată de la modelele mai mari R1 respectiv R6. Motorul de tip SOHC este un monocilindric 4t cu 4 valve (prima oară pentru o motocicletă de 125 cc), cu injecție electronică și răcire pe lichid. 
Acest model este bazat în principal pe designul modelului R6, dar este oarecum asemănător și cu modelul TZR 50, are evacuare centrală (sub blocul motor), cu toba (de mărime considerabilă pentru cilindree) ce iese în parte inferioară din dreapta și este foarte bine realizată din punct de vedere estetic. 
Această motocicletă a apărut într-un segment de piață destul de restrâns, cel al motocicletelor de 125 cc cu motor în 4 timpi. Honda deținea "supremația" acestui segment, dar prin modelul YZF-R125 Yamaha a adus un concurent puternic. 
Yamaha YZF-R125 este omologată Euro 3 datorită alimentării cu injecție ce permite respectarea normativelor anti-poluare. Casa producătoare garantează un motor capabil să dezvolte 15 cai putere efectivi. Anvelopele acestei motociclete sunt mai mici decât cele ale altor motociclete de cilindree similară, deoarece motocicleta a fost proiectată pentru uzul cotidian în oraș, nefiind un model destinat curselor în pistă (totuși Yamaha a realizat o variantă de pistă care păstrează aceeași strucutură, având însă un motor de 180 cc, modelul de pistă nu este omologat pentru circulația pe drumurile publice).

## Culori
YZF-R125 a intrat pe piață în 2008 în 4 culori diferite (Burning Blue, Midnight Black, Sports White și Impact Yellow)
În 2009 a ieșit pe piață culoarea Sunset Red și au fost aduse modificări culorilor Burning Blue și Midnight Black, în timp ce Impact Yellow nu se mai produce. 
La sfârșitul lunii iunie 2009 a fost lansat pe piață modelul cu design "Race Replica", o copie fidelă a aspectului motocicletelor utilizare în competițiile de motociclism. 

## Caracteristicile tehnice
Caracteristicile tehnice ale acestei motociclete sunt:
- Greutate: 126,5 kg.
- Capacitare rezervor: 11,8 litri.(benzină)
- Motor: Monocilindric 4 timpi
- Cilindree: 124,66 cc
- Distribuție: SOHC 4 valce
- Alimentare: Injecție electronică
- Putere: 11,0 kW (15 cp) la 9.000 rpm
- Cuplu: 12,24 Nm la 8000 turații/min
- Raport de compresie: 11,2:1
- Cutie de viteze: manuală cu 6 viteze
- Transmisie: lanț O-Ring
- Șasiu: Deltabox
- Frâne: Anterioare - disc unic de 292 mm produs de Brembo / Posterior: disc singur de 230 mm
- Anvelope: anterior 100/80 17, posterioare 130/70 17